# Улица Паста (Рига)
Улица Па́ста (латыш. Pasta iela, Почтовая улица) — короткая улица в Риге, в историческом районе Старый город. Идёт от улицы Минстереяс до улицы 13 Января. Длина улицы — 89 метров.

## История
Возникла после 1733 года, шла через засыпанное русло реки Ридзене. В начале XIX века назвалась Лиела Дзирнаву (Большая Мельничная) по ветряной мельнице у конца улицы, примыкавшего к нынешней улице 13 Января. В 1843 году на перекрестке нынешних улиц Кунгу и 13 Января была открыта центральная городская почта, проработавшая здесь до начала XX века. В 1860 году улицу вместе с близлежащим участком Карловской улицы (ныне — 13 Января) (называвшемся Малой Почтовой) объединили под общим названием Паста (Почтовая). В конце XIX века при спрямлении улицы Карля (Карловской) улицу Паста укоротили до её современной длины.

## Достопримечательности
- д. 3 — амбар XVIII века (реконструирован в 2002 году)
- д. 4 — часть почтового двора XIX века
- д. 6 — жилой дом
- Значительное место на улице занимают д. 8/10 по улице Минстереяс (1909, архитектор Пауль Мандельштам) и д. 33 по улице 13 Января.